# Peri-hepatite gonocócica
A Peri-hepatite gonocócica, também chamada de síndrome de Fitz-Hugh-Curtis) é a afecção caracterizada por processo inflamatório intra-abdominal adjacente ao fígado, secundário à ascensão pela cavidade abdominal, através do trato genital (vagina, útero e trompas), da bactéria Neisseria gonorrhoeae, diplococo Gram-negativo intracelular, também causadora de cervicite (inflamação do colo do útero) e doença inflamatória pélvica (DIP) nas mulheres, e de uretrite gonocócica, principalmente nos homens.
O principal sintoma é dor no hipocôndrio direito (região imediatamente abaixo da última costela), em paciente com sinais de infecção ginecológica recente ou atual, tais como leucorréia (corrimento vaginal) purulenta e dor em baixo-ventre. Também pode haver eventualmente outros sintomas, como febre, queda do estado geral e irritação peritoneal, geralmente nos casos mais graves.
O diagnóstico é feito pelo exame clínico (história e exame físico) e exames complementares, principalmente laboratoriais (estudo microscópico direto e cultura de amostra da leucorréia), ultra-sonografia e videolaparoscopia, sendo este último o de maior acurácia, porém desnecessário na grande maioria dos casos.
O tratamento consiste no uso de antibióticos. Raramente, a cirurgia é necessária, nos casos de peritonite generalizada.
A bactéria Chlamydia trachomatis causa as mesmas doenças citadas, incluindo a peri-hepatite, freqüentemente não se diferenciando, na prática, qual das duas está originando o caso em estudo. Nestes casos (a maioria), usam-se antibióticos com espectro de ação contra ambas.
A peri-hepatite, gonocócica ou por clamídia, é também chamada de síndrome de Fitz-Hugh-Curtis.